# Форма 13F
Форма 13F (англ. Form 13F) — ежеквартальный отчёт, предоставляемый в соответствии с правилами комиссии по ценным бумагам и биржам США, институциональными инвесторами, управляющими капиталом размером более $100 млн. Данная практика введена для прозрачности рынка ценных бумаг США.

## История
Конгресс США ввёл требование 13F в 1975 году, с целью предоставить общественности США информацию об активах крупнейших институциональных инвесторов страны. Законодатели полагали, что это повысит уверенность инвесторов в целостности финансовых рынков страны. Фирмы, которые считаются институциональными инвестиционными менеджерами, включают паевые инвестиционные фонды, хедж-фонды, трастовые компании, пенсионные фонды, страховые компании и зарегистрированных инвестиционных консультантов.
Форма 13F позволяет инвесторам увидеть активы ведущих владельцев акций на Уолл-стрит. Ряд мелких инвесторов стремится использовать эти документы в качестве руководства для своих собственных инвестиционных стратегий. Их обоснование состоит в том, что крупнейшие институциональные инвесторы не только предположительно самые умные, но и их размер также даёт им возможность двигать рынки.

## Состав
В отчёте указываются следующие данные:
- Список бумаг, которыми владеет фонд. Названия эмитентов в алфавитном порядке
- Класс бумаги. Например, обыкновенные или привилегированные акции, опционы пут/колл и так далее
- Количество принадлежащих бумаг
- Рыночная стоимость на конец календарного квартала

## Проблемы
Исследования показали, что в отчётах широко распространены значительные ошибки. Комиссия по ценным бумагам и биржам признала, что документы 13F необязательно являются надёжными, поскольку никто в SEC не анализирует их содержание на предмет точности и полноты. В частности Бернард Мейдофф заполнял форму 13F каждый квартал.
В отчёте указаны только длинные позиции, то есть покупки. Из-за отсутствия коротких позиций может складываться ложное представление о реальной позиции фонда, потому что некоторые фонды получают большую часть своей прибыли от шортов, используя длинные позиции только в качестве хеджирования. По формам 13F невозможно отличить эти хеджи от настоящих длинных позиций.
Другой особенностью является время подачи отчётности — в течение 45 дней после окончания квартала. В итоге частный инвестор получает информацию с задержкой, а фонд уже мог давно поменять позицию. Крупные фонды могут намеренно публиковать данные в последний момент, чтобы снизить риск копирования портфеля конкурентами.